# Trhyphochthoniellus crassus
Trhyphochthoniellus crassus är en kvalsterart som först beskrevs av Wharburton och Pearce 1905.  Trhyphochthoniellus crassus ingår i släktet Trhyphochthoniellus och familjen Trhypochthoniidae. Inga underarter finns listade i Catalogue of Life.